# Classe Isles
Le unità navali della classe Isles erano battelli di basse capacità, ma assai economiche, utilizzate come dragamine in quantità dal Regno Unito e dal Canada durante la Seconda guerra mondiale.

## Tipologia
Il modello archetipico era un vascello corto e molto largo, con alto bordo libero e costruzione da nave civile, ma con un castello prodiero sopraelevato per quasi tutta la lunghezza della nave e un cassero poppiero. La nave prototipo fu la Bassett, costruita su un grosso motopeschereccio d'altura nel 1936, come modello di corvetta di basso costo.
La nave definitiva era simile, l'apparato propulsivo era di bassa potenza, mentre lo scafo era dotato di un rapporto di finezza inferiore a 6, per la massima stabilità. Al centro nave vi era un alto albero ed un unico fumaiolo. Verso prua era presente una grossa plancia comando. L'armamento si basava su un cannone da 76mm di vecchio tipo, con una gittata di circa 10km, e alcune mitragliere, via via incrementate.

### Servizio
Queste unità si dimostrarono veramente prolifiche: le prime classi si chiamavo Hill, Military e Fish, 27 in tutto, e iniziarono la produzione. Altre 6 unità, classe Lakes, erano invece praticamente delle baleniere adattate.
Si continuò poi con altre 218 navi delle classi Shakespeare, Tree, Dance e Isles. Quest'ultima era certo la più numerosa: 168 mezzi costruiti tra il 1940 e il 1945, 130 in UK, 22 in India e 16 in Canada.
Il compito di queste unità era essenzialmente dissuasivo. I sonar erano poco efficienti, come anche le tramogge per le cariche di profondità a poppa, mentre poche avevano il radar.
Il loro compito era essenzialmente quello di indurre gli eventuali sommergibili tedeschi ad immergersi qualora li avessero avvistati in prossimità di un convoglio, soprattutto minacciando di speronarli. Il cannone da 76mm esprimeva una potenza di fuoco limitata, mentre la velocità di 11-12 nodi non era sufficiente per inseguire tali sommergibili in superficie, e appena sufficiente (col mare in buone condizioni, ovvero quasi mai) per farlo mentre erano sott'acqua.
Finita la guerra, quasi tutte le navi erano sopravvissute, con un totale di 12 affondate. Esse tornarono a rivestire un compito commerciale.